# Kristin Eichhorn
Kristin Eichhorn (* 1987 in Ilmenau) ist eine deutsche Literaturwissenschaftlerin, Herausgeberin der Zeitschrift Expressionismus und Mitinitiatorin der hochschulpolitischen Bewegung IchBinHanna.

## Biographie
Kristin Eichhorn studierte Germanistik und Nordistik an der Christian-Albrechts-Universität zu Kiel, wo sie 2013 promoviert wurde. An der Universität Paderborn folgten 2020 die Habilitation und die Verleihung der Lehrbefugnis für das Fach Neuere deutsche Literatur. Sie war wissenschaftliche Mitarbeiterin an den Universitäten in Kiel und Paderborn, seit 2021 vertritt sie die Professur für Neuere Deutsche Literatur an der Universität Stuttgart.
Eichhorns Forschungsschwerpunkte sind die deutschsprachige Literatur des 18. bis 21. Jahrhunderts, Gattungstheorie, Ästhetik und Expressionismus. Eichhorn ist Gründerin und Herausgeberin der Fachzeitschrift Expressionismus, die seit 2015 im Neofelis-Verlag erscheint. Zusammen mit dem Literaturwissenschaftler Toni Bernhart veröffentlicht Eichhorn den Podcast Wiederanders, der das schriftstellerische Werk von Johannes R. Becher behandelt.
Kristin Eichhorn ist mit Amrei Bahr und Sebastian Kubon Initiatorin der Bewegung IchBinHanna und stellvertretende Vorstandsvorsitzende der Deutschen Gesellschaft Juniorprofessur (DGJ). Sie gilt als Expertin in hochschulpolitischen Fragen und äußert sich regelmäßig zu hochschulpolitischen Debatten.

## Schriften (Auswahl)

### Monographien
- Die Kunst des moralischen Dichtens. Positionen der aufklärerischen Fabelpoetik im 18. Jahrhundert. Würzburg 2013 (Literatur – Kultur – Theorie 17). ISBN 978-3-95650-012-1.
- Johannes R. Becher und die literarische Moderne. Eine Neubestimmung. Bielefeld 2020. ISBN 978-3-8394-5142-7.
- Gemeinsam mit Amrei Bahr und Sebastian Kubon: #IchBinHanna. Prekäre Wissenschaft in Deutschland. Berlin 2022. ISBN 978-3-518-02975-6.
- Germanistik studieren. Stuttgart 2025. ISBN 9783825264482.

### Herausgeberschaften

#### Sammelbände
- Neuer Ernst in der Literatur? Schreibpraktiken in deutschsprachigen Romanen der Gegenwart. Frankfurt am Main 2014 (Beiträge zur Literatur und Literaturwissenschaft des 20. und 21. Jahrhunderts 25). ISBN 978-3-631-64876-6.
- Gemeinsam mit Amrei Bahr und Sebastian Kubon: #95vsWissZeitVG. Prekäre Arbeit in der deutschen Wissenschaft. Marburg 2021 (Kritische Reflexionen 4). ISBN 978-3-96317-280-9.
- Gemeinsam mit Lothar von Laak: Kulturen der Moral. Beiträge zur DGEJ-Jahrestagung 2018 in Paderborn. Hamburg 2021 (Studien zum 18. Jahrhundert 42). ISBN 978-3-7873-4063-7.
- Gemeinsam mit Sebastian Kubon: #Wissenschaftshierarchien. Hemmnisse im deutschen Wissenschaftssystem. Marburg 2023 (Kritische Reflexionen 11). ISBN 978-3-96317-351-6.

#### Zeitschriften
- Expressionismus. ISSN 2363-5592.

Darüber hinaus hat Eichhorn zahlreiche Beiträge in Fachzeitschriften und Sammelbänden veröffentlicht.